# Simon Frisius
Simon de Vries romanizzato come Simon Frisius (Harlingen, 1570 – L'Aia, 1628) è stato un incisore olandese.

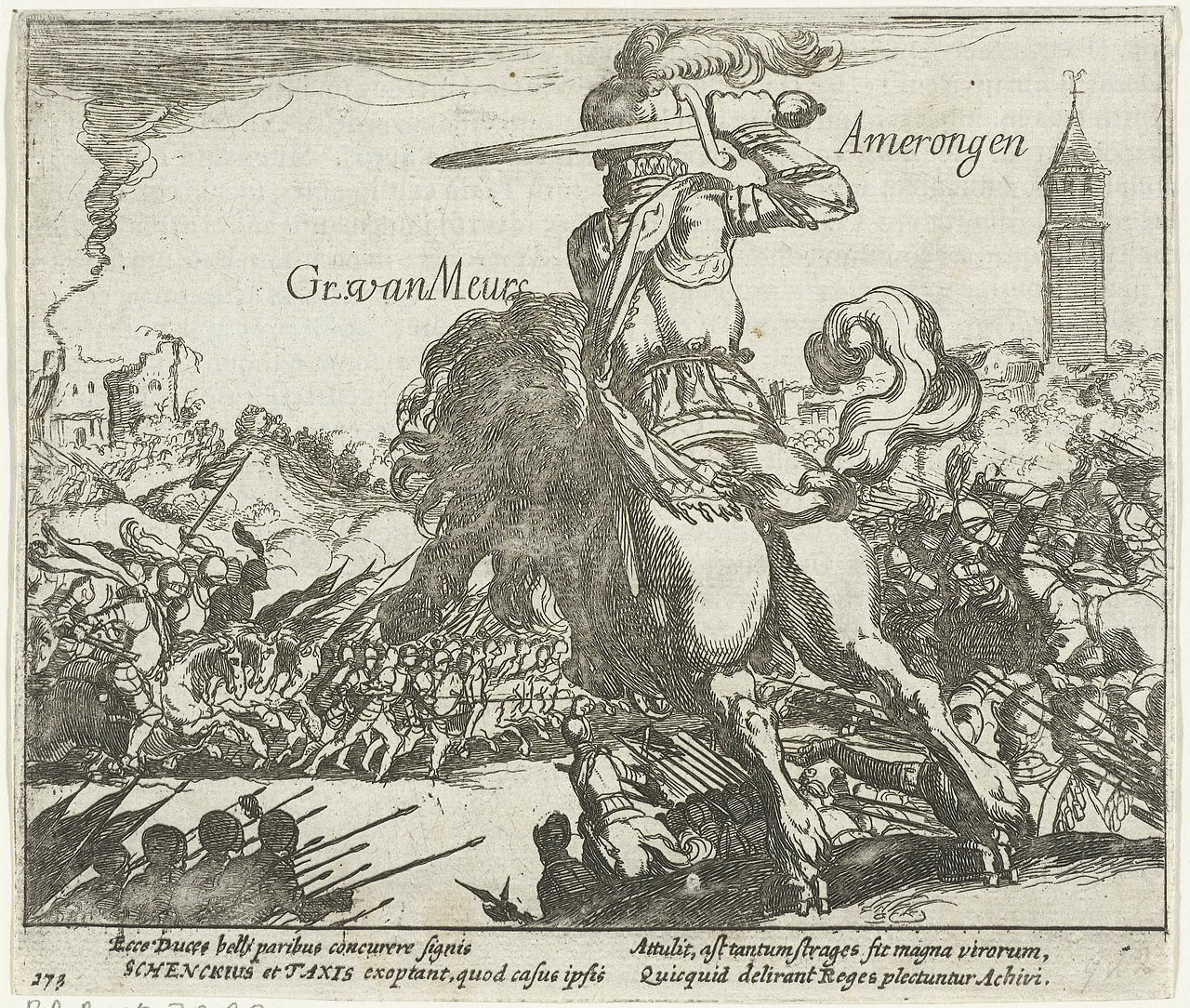
Adolf van Nieuwenaar alla battaglia di Amerongen: acquaforte realizzata tra il 1613 e il 1615

Il padre dei fratelli Isaac e Simon de Vries era rettore del Collegium, la sede istituzionale del circolo dei Collegianti di Rijnsburg.

## Biografia
Simon Joosten de Vries iniziò la sua opera a Parigi e successivamente fu attivo a Rouen e Amsterdam. Nel 1611 prima si trasferì all'Aia dove divenne membro della Confrerie Pictura. Viaggiò in Francia, Spagna, Germania, Boemia e Russia.
Morì all'Aia fra il 1628 e il 1629.

## Attività
Frisius è considerato uno dei primi ad aver condotto l'arte dell'acquaforte alla perfezione. Abraham Bosse, nel suo trattato sull'arte dell'incisione, asserì che Simon Frisius fu un maestro, il primo a trattare l'acquaforte con libertà e grande abilità. Le sue acqueforti sono audaci e magistrali; i suoi tratteggi si avvicinano alla pulizia e alla forza espressiva del bulino.
Le stampe di De Vries sono esigue e molto apprezzate. Le piccole figure che di tanto in tanto introduce nei suoi paesaggi sono disegnate con precisione. Frisius era solito firmare i suoi piatti con la scritta SF fecit o solo con la parola fecit.

## Opere

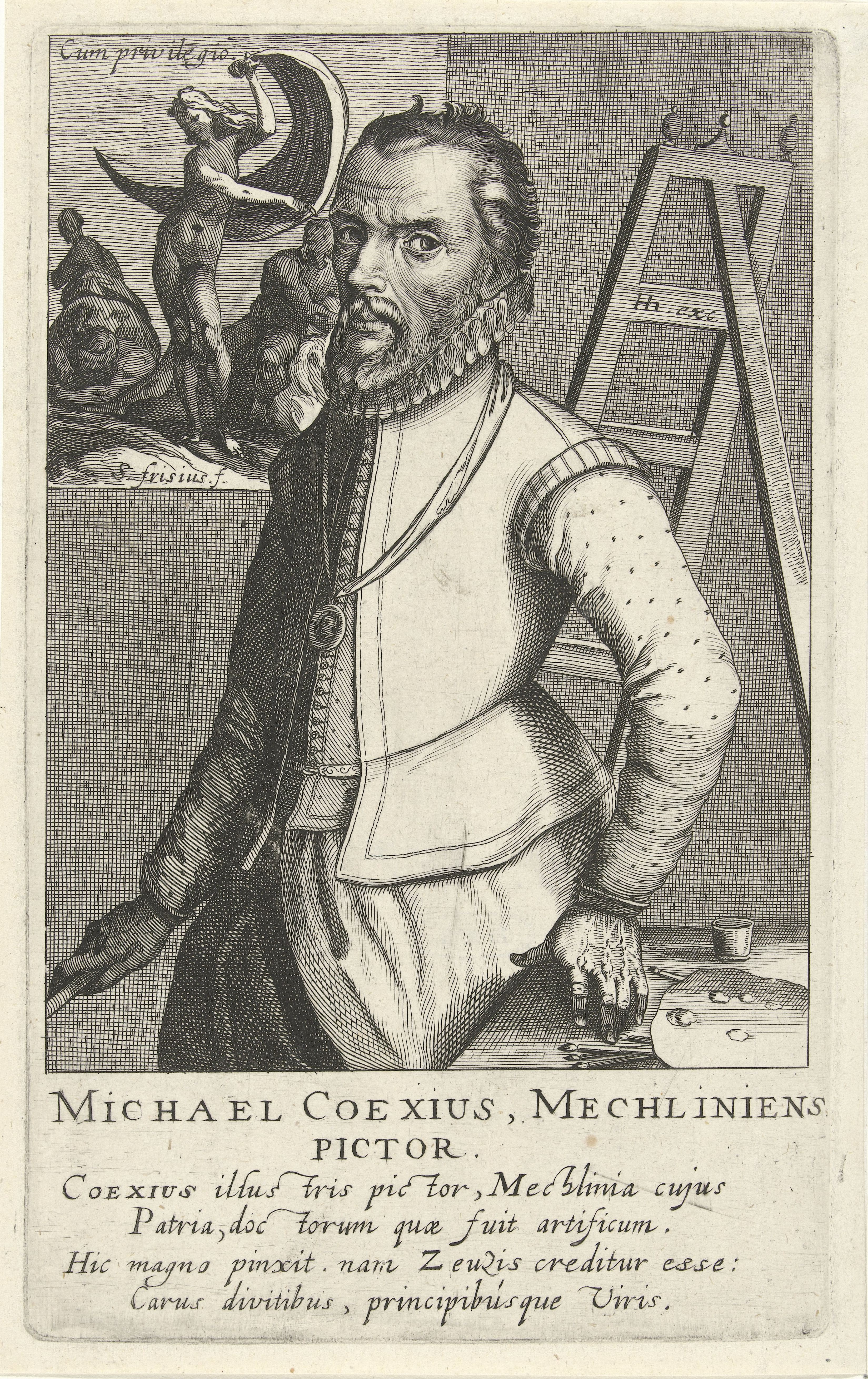
Ritratto di Michiel Coxie

- Serie di dodici piccole teste di Sante e Sibille ; secondo i suoi stessi disegni.
- Una serie di ritratti; ripreso da Hendrik Hondius.
- Una serie di dodici piatti di uccelli e farfalle; ripreso da Marcus Geerarts.
- Venticinque vedute e paesaggi; intitolato Typographia variarum Regionum; ripreso dai dipinti di Matthijs Bril. 1611 e 1613–14.[5]
- Un paesaggio montuoso sulla costa del mare, con figure; dopo Hendrik Goltzius.
- Un paesaggio, con una torre, 1608
- Un Paesaggio, con la storia di Tobia e dell'Angelo; ripreso da P. Lastman.
- Un paesaggio, con la fuga in Egitto; ripreso da H. Hondius.
- Un Paesaggio, con due figure pastorali; altamente rifinito e molto raro.